# Etsuhoa kopetdagica
Etsuhoa kopetdagica är en tvåvingeart som beskrevs av Fedotova 1993. Etsuhoa kopetdagica ingår i släktet Etsuhoa och familjen gallmyggor.
Artens utbredningsområde är Turkmenistan. Inga underarter finns listade i Catalogue of Life.